# 卡于扎克 (奥德省)
卡于扎克（法語：Cahuzac，法語發音：[ka.yzak] ⓘ）是法国奥德省的一个市镇，属于卡尔卡松区。

## 地理
卡于扎克（43°11'31"N, 1°51'1"E）面积3.04 平方千米，位于法国奧克西塔尼大區奥德省，该省份为法国南部沿海省份，北起塔恩省，西北接上加龙省，西接阿列日省，南至东比利牛斯省，东临地中海，东北与埃罗省接壤。
与卡于扎克接壤的市镇（或旧市镇、城区）包括：加雅拉塞尔沃、拉法日、佩沙里克和勒皮、佩什吕纳、维洛图。

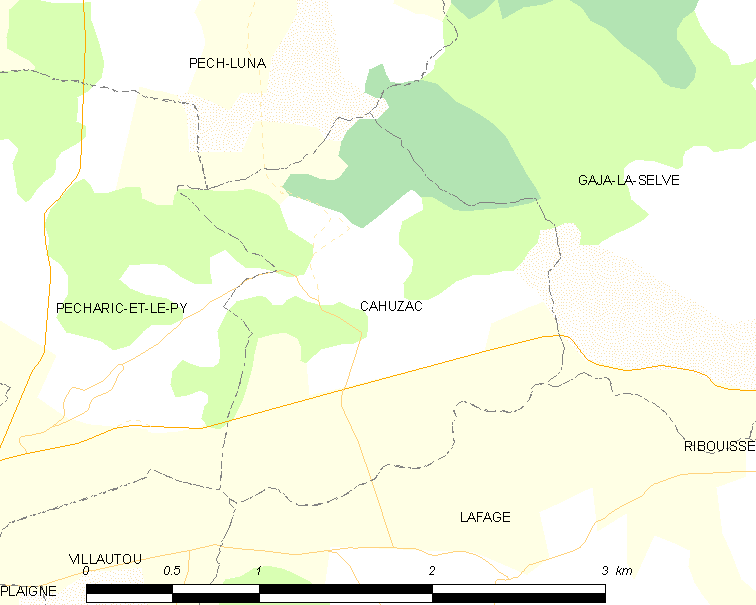
的OSM定位图

卡于扎克的时区为UTC+01:00、UTC+02:00（夏令时）。

## 行政
卡于扎克的邮政编码为11420，INSEE市镇编码为11057。

## 政治
卡于扎克所属的省级选区为拉皮耶日欧拉泽斯县。

## 人口

1962-2008年间人口变化图示

卡于扎克于2022年1月1日时的人口数量为30人。